# Tyrannochthonius osiris
Tyrannochthonius osiris är en spindeldjursart som beskrevs av Chamberlin 1995. Tyrannochthonius osiris ingår i släktet Tyrannochthonius och familjen käkklokrypare. Inga underarter finns listade i Catalogue of Life.